# Politica della Groenlandia
La Politica della Groenlandia si svolge in un contesto di democrazia rappresentativa parlamentare sotto dipendenza danese, dove il Primo ministro è il capo del governo, ed in un sistema a più partiti.
La Groenlandia possiede l'autogoverno dal 1979, pur restando un'area amministrativa della Danimarca. Il potere esecutivo è esercitato dal governo, mentre quello legislativo è ricoperto dal governo e dal parlamento della Groenlandia chiamato Landsting. I partiti principali sono i social-democratici del Siumut, i separatisti socialisti della Inuit Ataqatigiit e i liberali conservatori del Sentimento di Comunità. Il Potere giudiziario è indipendente dagli altri due poteri.

## Potere esecutivo
Il sovrano della Danimarca è anche capo di Stato della Groenlandia ed è rappresentato da un Alto Commissario di sua nomina. Il Primo ministro è eletto dal Parlamento e guida il Landsting.
| Ufficio                  | Nome                    | Partito           | Dal             |
| ------------------------ | ----------------------- | ----------------- | --------------- |
| Re                       | Federico X di Danimarca |                   | 14 gennaio 2024 |
| Alto Commissario         | Mikaela Engell          |                   | 1º aprile 2011  |
| Primo ministro           | Múte Bourup Egede       | Inuit Ataqatigiit | 23 aprile 2021  |
| Altri partiti di governo | -                       | Partii Naleraq    | 23 aprile 2021  |

## Potere legislativo
La Groenlandia ha un Parlamento unicamerale detto Inatsisartut (in danese Landsting), composto 31 seggi; i membri sono eletti da un voto popolare con metodo proporzionale e la loro durata è di quattro anni. Sono anche eletti due rappresentanti per il parlamento danese (o Folketing).

## Partiti politici ed elezioni
Le elezioni in Groenlandia si svolgono a livello nazionale per eleggere rappresentanti per una legislatura. La  Dieta  (Inatsisartut) ha 31 membri, eletti per quattro anni secondo il sistema proporzionale.
Nel paese c'è un sistema multipartitico, con due o tre partiti forti e un ulteriore partito che ha successo elettorale.

## Suddivisioni amministrative
La Groenlandia dal 2009 è suddivisa in cinque comuni (che hanno rimpiazzato i 18 precedenti la riforma): Avannaata, Kujalleq, Qeqertalik, Qeqqata e Sermersooq. Aree non incorporate sono il parco nazionale della Groenlandia nordorientale ed il villaggio di Pituffik, che ospita la base Aerea Thule.

## Rappresentanze diplomatiche
In Groenlandia non esistono ambasciate o consolati esteri, poiché la Danimarca ha la responsabilità della politica estera dell'isola. Le ambasciate ed i consolati in Danimarca sono responsabili per le relazioni anche con la Groenlandia.
L'isola è internazionalmente rappresentata dalle ambasciate e dai consolati della Danimarca, anche se la Groenlandia partecipa direttamente ad alcune organizzazioni nordiche che accettano la partecipazione di territori non politicamente indipendenti.

## Organizzazioni internazionali
- Consiglio Nordico
- Nordic Investment Bank